# シエラレオネの国旗
シエラレオネの国旗（シエラレオネのこっき）は、独立に伴い1961年4月27日に制定された。シエラレオネはスペイン語で「ライオンの山脈」を意味する。旗は、緑色、白色、青色の三色旗である。緑色は農業、山、天然資源を、青色は天然の良港であるフリータウンを、そして白色は団結と正義を意味する。

?軍艦旗。ホワイト・エンサインの影響を受け、国旗がカントン部に位置している。
大統領旗
外交大使の旗

## 歴史的な旗

?イギリス領王室植民地シエラレオネの旗（1889年から1914年まで）
?イギリス領王室植民地シエラレオネの旗（1916年から1961年まで）
?シエラレオネ総督旗（1916年から1961年まで）
?シエラレオネ総督旗（1961年から1971年まで）